# Quotient d'encéphalisation
Ne doit pas être confondu avec Indice céphalique.

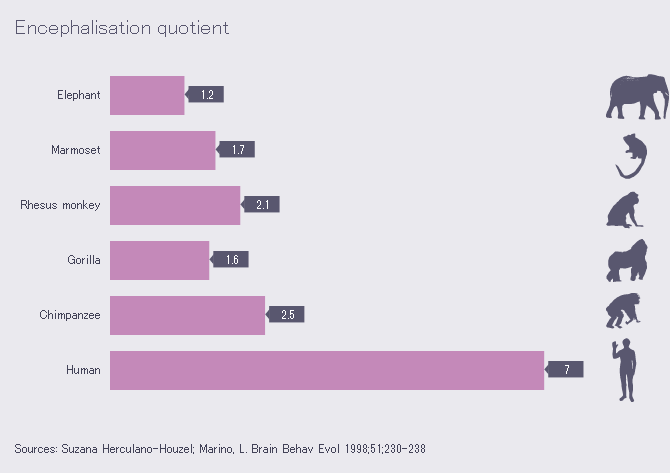
Comparaison du quotient d'encéphalisation. Éléphant, Ouistiti, Macaque rhésus, Gorille, Chimpanzé et Humain.

Le quotient d'encéphalisation (QE), le niveau d'encéphalisation (NE) ou simplement l'encéphalisation est une mesure relative de la taille du cerveau qui est définie comme le rapport entre la masse cérébrale observée et la masse cérébrale prédite pour un animal d'une taille donnée, basée sur une régression non linéaire sur une plage d'espèces de référence,. Il a été utilisé comme indicateur de l'intelligence et donc comme un moyen possible de comparer les intelligences de différentes espèces. À cette fin, il s'agit d'une mesure plus raffinée que le rapport de masse cerveau-corps brut, car il prend en compte les effets de  développement différent des organes. Exprimée sous forme de formule, la relation a été développée pour les mammifères et peut ne pas donner de résultats pertinents lorsqu'elle est appliquée en dehors de ce groupe.

## Biologie comparative
Le QE est souvent utilisé dans le domaine de la biologie comparative pour évaluer les différences dans le développement cérébral entre différentes espèces. Cependant, cet indicateur a ses limites car il ne prend pas en compte tous les aspects de la complexité du cerveau et de la cognition. 